# 下条恭兵
下条 恭兵（下條、しもじょう きょうへい、1900年（明治33年）4月12日 - 1986年（昭和61年）1月12日）は、昭和期の実業家、政治家、学校法人理事長。参議院議員（1期）。

## 経歴
新潟県刈羽郡吉井村（中通村を経て現柏崎市吉井）出身。小学校卒業後、農業、石油坑夫などを務め苦学して、1922年（大正11年）早稲田工手学校（現早稲田大学芸術学校）を卒業した。
1922年、日本石油（現新日本石油）に入社。配管工事下請会社を設立して独立。分解揮発油精製器などの特許権を得て日本油機製造を設立して社長に就任。その他、昭和精密機械社長、太田鉄工所社長、米華貿易取締役会長などを務めた。
1947年（昭和22年）4月の第1回参議院議員通常選挙で新潟県地方区に日本社会党公認で出馬して当選し、参議院議員に1期在任した。この間、社会党会計、芦田内閣・逓信政務次官、参議院建設委員長などを務めた。その後、1953年（昭和28年）4月の第3回通常選挙、1955年（昭和30年）2月の第27回衆議院議員総選挙（無所属）に旧新潟3区から立候補したがいずれも落選した
また、人材の育成にも尽力し、柏崎短期大学（新潟短期大学を経て現新潟産業大学）を設立して財団法人柏崎短期大学理事長、学校法人柏専学院理事長を務めた。1970年（昭和45年）春の叙勲で勲三等旭日中綬章受章。
1986年（昭和61年）1月12日死去、85歳。死没日をもって正五位に叙される。